# Benediktinerabtei Barroux

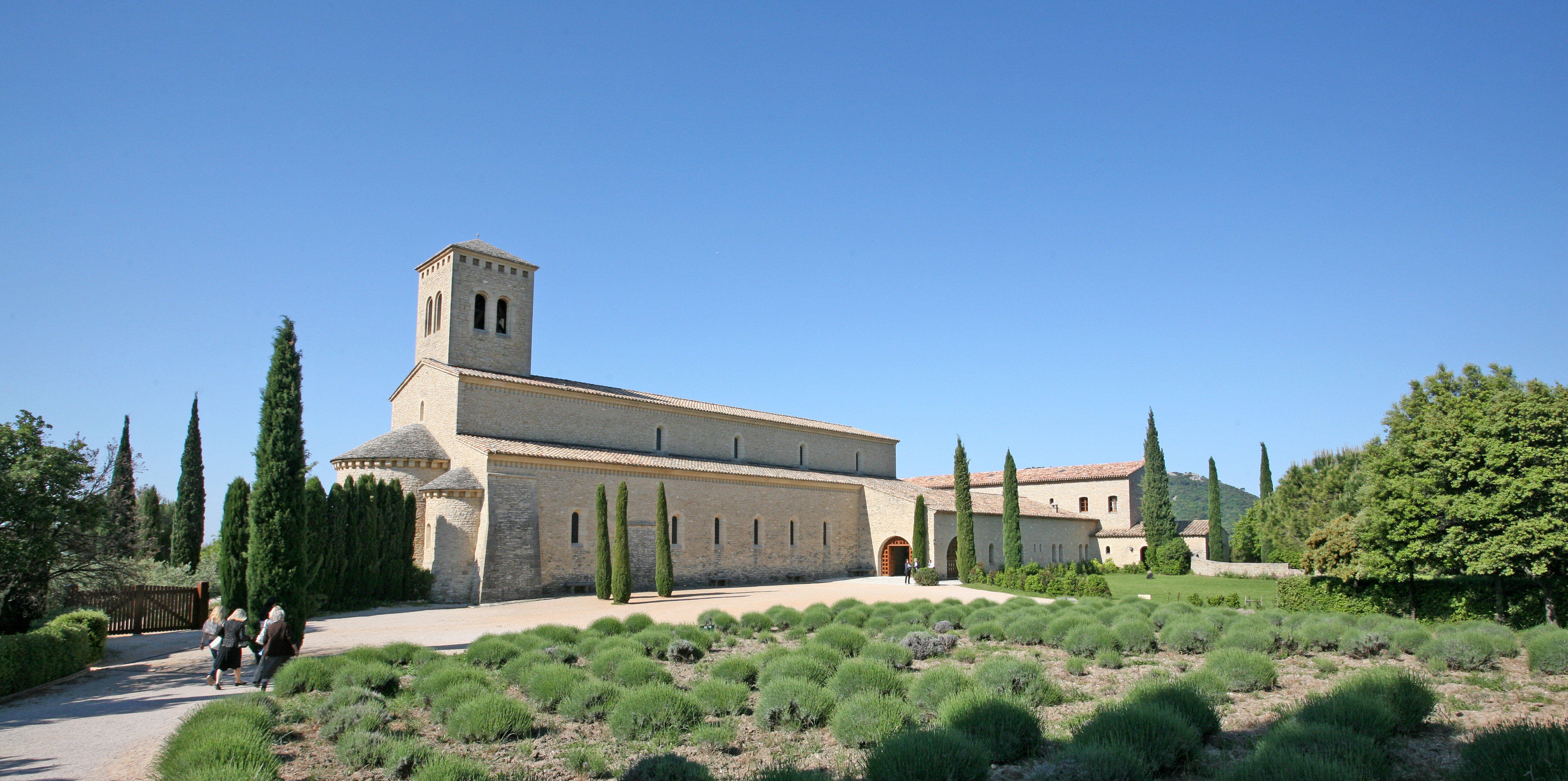

Die Benediktinerabtei Barroux (Abbaye Sainte-Madeleine, ‚Abtei der heiligen Maria Magdalena) ist seit 1981 ein Kloster der Benediktiner in Le Barroux im Département Vaucluse (Erzbistum Avignon) in Frankreich. Es wird dem katholischen Traditionalismus zugerechnet.

## Geschichte

### Gründung in Bédoin
Als der Benediktiner Gérard Calvet (1927–2008) nach fünf Jahren in Brasilien 1968 in sein Stammkloster Tournay, einer Tochtergründung der Benediktinerabtei En-Calcat, zurückkehrte, hatte sich dort infolge des Zweiten Vatikanischen Konzils der Konventalltag so verändert, dass er sich auf der Suche nach einer ihm angemessenen Lebensform über die Zwischenstationen Benediktinerabtei Fontgombault, Kartause Montrieux und Montmorin schließlich 1970 in Bédoin niederließ und das Priorat Sainte-Madeleine gründete. Dort meldeten sich junge Postulanten, die ebenfalls ein Ordensleben nach der vorkonziliaren Lebensform führen wollten.

### Ausschluss aus der Kongregation und Verlegung nach Le Barroux
Der Konvent hatte anfänglich die Unterstützung des Mutterklosters Tournay, verlor sie aber 1974 aufgrund der Anlehnung von Bédoin an den Erzbischof Lefebvre, der von 1974 bis 1987 alle Priesterweihen vornahm. 1975 wurde Bédoin aus der  Benediktinerkongregation von Subiaco ausgeschlossen, wuchs aber weiter und betrieb den Bau des Klosters Sainte-Madeleine im benachbarten Le Barroux. 1981 zog man dorthin um.

### Trennung von Erzbischof Lefebvre
Auf Einladung des Vatikans (im Motu proprio Ecclesia Dei) trennte sich die Mehrheit der Benediktiner in Le Barroux 1988 von Erzbischof Lefebvre. Ein Teil des Konvents verweigerte diesen Schritt und trat aus. 1989 wurde das Kloster zur Abtei erhoben und Calvet zum Abt gewählt. 1995 besuchte Kardinal Ratzinger das Kloster. Seit 2003 ist Louis-Marie de Geyer d’Orth Abt. Der Konvent zählt knapp 50 Mönche. Le Barroux gehört heute zu den bekanntesten altritualistischen Klöstern Frankreichs und ist weiterhin eng mit dem französischen Traditionalistenmilieu verbunden. 2008 wurde die Abtei in die Benediktinische Konföderation und gleichzeitig ihrer Gründungsgeschichte entsprechend in die Sublazenser Kongregation (seit 2013 Kongregation von Subiaco und Montecassino) aufgenommen.

### Tochtergründungen
- 1986: Kloster Santa Cruz im Bistum Nova Friburgo in Brasilien (hat 1988 das Motu proprio verweigert und ist seither vom Mutterkloster getrennt)
- 2002: Sainte-Marie de la Garde in Saint-Pierre-de-Clairac bei Agen, 2021 zur Abtei erhoben
- 2008: Bénédictins de l’Immaculée in Villatalla (Prelà) bei Imperia in Italien, seit 2020 in Taggia bei Sanremo, selbständige Neugründung

### Gründung eines Frauenklosters
Zwei Kilometer vom Männerkloster entfernt siedelte sich 1986 das Benediktinerinnenkloster Notre-Dame-de-l’Annonciation du Barroux (Maria Verkündigung) an, das 1979 von Élisabeth de La Londe (1922–2015) gegründet worden war und 1992 zur Abtei erhoben wurde. Die Abteikirche wurde 2005 geweiht. Das Kloster zählt rund 30 Mitglieder.